# Philibert Guinier
Marie Joseph Jean Baptiste Philibert Guinier, mais conhecido como Philibert Guinier (Grenoble, 21 de junho de 1876 — Paris, 3 de abril de 1962) foi um pioneiro da ecologia, silvicultor e botânico francês.

## Biografia

### Família
Philibert Guinier, nasceu em 21 de junho de 1876 em Grenoble, filho de Ernest Guinier (1837-1908), que também era um florestal. Seu pai também foi um precursor do estudo das ciências naturais em silvicultura.
Em 1907, Guinier casou-se com Lucie Mathilde Le Monnier, filha do cientista Georges Le Monnier, em Nancy. Eles tiveram dois filhos e uma filha, sendo o do meio o físico André Guinier.

### Educação e carreira
Philibert estudou no Instituto Nacional Agronômico (Francês: Institut national agronomique – INA) em Paris em 1895 e na Escola Nacional de Silvicultura da França (Francês: École nationale des eaux et forêts – ENEF) em Nancy em 1897. Ele começou sua carreira como um silvicultor em 1900 como guarda geral em Grenoble, depois se juntou à ENEF em Nancy em 1901, primeiro como vinculado à Estação de Pesquisa, depois como professor de botânica florestal de 1903 a 1941. Ele foi diretor da Escola Nacional de Silvicultura da França por 20 anos, de 1921 até sua aposentadoria em 1941. Assim, formou centenas de oficiais florestais em ciências biológicas.
Após seus primeiros anos como botânico, Guinier ampliou seu campo de conhecimento e atuação em pedologia, genética, reflorestamento, patologia e fisiologia graças às suas interações com cientistas como Georges Le Monnier, Émile Schribaux, Henri Hitier e René Maire. Ele participou do esforço de guerra em 1914, melhorando o fornecimento de madeira para artilharia e aviação, e realizou a primeira pesquisa científica francesa sobre madeira, fundando a xilologia. Em 1941, foi o autor da primeira nomenclatura de madeira da Associação Francesa de Normalização (Francês: Association Française de Normalisation – AFNOR).
Guinier foi o correspondente nacional da Academia de Agricultura (Francês: Académie d'Agriculture) a partir de 1923 e tornou-se membro em 1936. Ele foi o líder da Comissão Nacional de Álamo da França, criada em 1942, e da Comissão Nacional de Nozes da França. Em 1929, Guinier foi eleito presidente da União Internacional de Organizações de Pesquisa Florestal (Inglês: International Union of Forest Research Organizations – IUFRO). Em 1942, ele assumiu a gestão do Arboreto d'Harcourt. Ele foi presidente da Sociedade Botânica da França (Francês: Société Botanique de France) em 1946. Em 1953, foi eleito membro da Academia Francesa de Ciências (Francês: Académie des sciences) na seção de economia rural, na cadeira de Louis Lapicque. Em 1957, foi presidente da Associação Francesa para o Avanço das Ciências (Francês: Association française pour l'avancement des sciences).

### Morte
Philibert Guinier faleceu em 3 de abril de 1962, em Paris, no sétimo arrondissement.

## Condecorações
- Comendador da Ordem Nacional da Legião de Honra (27 de agosto de 1948)[1]
  - Oficial da Ordem Nacional da Legião de Honra (31 de dezembro de 1925)
  - Cavaleiro da Ordem Nacional da Legião de Honra (11 de janeiro de 1919)
- Oficial da Instrução Pública[1]
- Comendador da Ordem do Mérito Agrícola[1]
- Cavaleiro da Ordem de Leopoldo[2]
- Comendador da Ordem da Coroa (Romênia)[2]

## Publicações
- Atlas des arbres, arbustes, arbrisseaux et sous-arbrisseaux croissant spontanément ou naturalisés en France et dans les régions limitrophes (1912)
- L’enseignement à l’École des Eaux et Forêts et la carrière forestière (1932)
- Station de recherches et d'expériences forestières de l'École nationale des eaux et forêts : douze années d'activité (1920-1931) (1932)
- L'Écologie forestière
- Problema de la plantación boscosa en la República argentina (1939)
- Formation et structure du bois (1942)
- La forêt du Gabon (1943) Préface de P. Guinier
- Technique forestière. l'arbre et la forêt - le bois - traitement de la forêt - protection, amélioration, reconstitution, création, aménagement et utilisation de la forêt - gestion forestière. (1947) com A. Oudin et L. Schaeffer
- Le bois (1949) Préface de P. Guinier
- Technique forestiere (1951)
- René Maire, sa vie et son œuvre (1952)
- Sylviculture (1952)
- Catalogue des espèces cultivées dans l'Arboretum des Barres (1954)
- Économie forestière nord-africaine (1958)
- Nécrologie de Paul Boudy, Revue forestière française, n° 3, 1958, pp. 219–222
- La forêt, cette inconnue (1961)
- Technique forestière (1963)
- L'écologie forestière enseignée par Philibert Guinier. Cet ouvrage est basé sur les notes de cours de deux anciens élèves de Philibert Guinier

1. 1 2 3 4 5 6  «CTHS - GUINIER Marie Joseph Jean Baptiste Philibert». cths.fr. Consultado em 23 de julho de 2025
2. 1 2 3 4 5 6  «Facultés et Université de Nancy aux 19e-20e siècles». histoire-universite-nancy.fr (em francês). Consultado em 23 de julho de 2025
3. ↑  Bartoli, Michel; Gény, Bernard (2008). «Ernest Guinier (1837-1908) : un forestier éclectique et visionnaire». Revue forestière française (4): 477–486. doi:10.4267/2042/21905. Consultado em 23 de julho de 2025
4. ↑  «Numismatique de l'Enseignement Enseignement de la Botanique Forestière GUIRAUD G. Philibert GUINIER 1950 FDC». www.saivenumismatique.fr. Consultado em 23 de julho de 2025